# Jakovljev Jak-11
Jakovljev Jak-11 (NATO oznaka: "Moose", rusko Як-11) je bilo šolsko letalo, ki so ga uporabljale Sovjetske letalske sile (VVS) v letih 1946−1962. Jak-11 so uporabljale tudi druge letalske sile, vsega skupaj 20 držav po svetu. V 1950. letih je bil uporabljan pri šolanju lovskih pilotov, in sicer v zadnji fazi učenja pred prehodom na reaktivna letala. Proizvajali so ga tudi licenčno pri češkoslovaškem Let Kunovice pod imenom Let C-11. Vsega skupaj je bilo zgrajenih 4566 letal. Nastalo je na podlagi odličnega lovca iz druge svetovne vojne, Jak-3, oziroma iz njegove dvosedežne šolske izpeljanke Jak-3U. Za razliko od njega je imelo vgrajen zračno hlajeni radialni motor. Proizvajali so ga v dveh tovarnah, in sicer v mestih Saratov in Leningrad, od leta 1947 dalje vse do 1955 leta. Obstajala je tudi verzija Jak-11U s trikolesnim podvozjem, ki pa je bila neuspešna in ni šla v proizvodnjo. Na začetku 21. stoletja jih je bilo v delovnem stanju še približno 120 in se nekatera, sicer predelana, uporabljajo v letalskih dirkah.

## Specifikacije (Jak-11)
Splošne karakteristike
- Posadka: 2
- Dolžina: 8,20 m (26 ft 10½ in)
- Razpon kril: 9,4 m (30 ft 10 in)
- Višina: 3,28 m (10 ft 5 in)
- Površina kril: 15,40 m² (166 ft²)
- Teža praznega letala: 1 900 kg (4 189 lb)
- Maks. vzletna teža: 2 440 kg (5 379 lb)
- Pogon letala: 1 ×  zvezdasti motor Švecov AŠ-21, 521 kW (700 KM)

 Zmogljivost 
- Maks. hitrost: 460 km/h (289 mph)
- Potovalna hitrost: 370 km/h (230 mph)
- Doseg: 1250 km (795 milj)
- Višina leta: 7 100 m (23 295 ft)
- Hitrost vzpenjanja: 8,1 m/s (1 600 ft/min)
- Obremenitev kril: 161 kg/m² (32,9 lb/ft²)
- Razmerje moč/teža: 0,17 kW/kg (0,10 KM/lb)

Oborožitev

- 1x strojnica v nosu: 12.7 mm UBS ali 7,62 mm ŠKAS
- Do 200 kg bomb na dveh podkrilnih nosilcih